# Sant Vicenç de Maçanós
Sant Vicenç de Maçanós és una obra de les Llosses inclosa a l'Inventari del Patrimoni Arquitectònic de Catalunya.

## Descripció
És un edifici de planta rectangular, amb una sola porta d'accés des de l'exterior, sobre la qual hi ha un petit ull de bou. A la banda d'esquerra del presbiteri, una altra porta condueix a la sagristia amb llinda de pedra treballada, mentre la resta de murs, en pedra grollera, es troben arrebossats. La coberta a dos aigües està formada per cabirons de fusta i teula àrab, essent l'interior de la nau decorat amb una cornisa i una falsa volta de canó feta de maons arrebossats amb dibuix de carreus. La volta és reforçada per nervis d'obra en forma d'arcs, que es recolzen sobre falsos capitells. Els murs van ser repicats per deixar vista l'obra en pedra, segons és moda en algunes restauracions. Sobre la porta d'accés existí un petit cor de cabirons, llates i barana de fusta, i a l'exterior un petit campanar es troba al cantó esquerra de la façana, servint de prolongació a aquella.